# Semion Rjisxin
Semion Rjisxin (rus: Семён Иванович Ржищин)  (óblast de Moscou, 15 de febrer de 1933 - Duixanbé, 27 de desembre de 1986) fou un atleta rus, especialista en curses d'obstacles, que va competir sota bandera de la Unió Soviètica durant les dècades de 1950 i 1960.
El 1956 va prendre part en els Jocs Olímpics d'Estiu de Melbourne, on fou cinquè en la cursa dels 3.000 metres obstacles del programa d'atletisme. Quatre anys més tard, als Jocs de Roma, va guanyar la medalla de bronze en la mateixa cursa del programa d'atletisme, en finalitzar rere el polonès Zdzisław Krzyszkowiak i seu compatriota Nikolay Sokolov.
En el seu palmarès també destaca una medalla de plata en els 3.000 metres obstacles del Campionat d'Europa d'atletisme de 1958, rere Jerzy Chromik. A nivell nacional va guanyar el campionat soviètic dels 3.000 obstacles de 1955 a 1959. Es retirà el 1961. Durant la seva carrera va posseir el rècord del món de la distància en dues ocasions.

## Millors marques
- 3.000 metres obstacles. 8' 35.6" (1958)[1][4]